# Derālavī
Derālavī (persiska: درالوی) är en ort i Iran.   Den ligger i provinsen Hormozgan, i den sydöstra delen av landet, 1 200 km sydost om huvudstaden Teheran. Derālavī ligger 1 081 meter över havet och antalet invånare är 257.
Terrängen runt Derālavī är kuperad. Runt Derālavī är det ganska glesbefolkat, med 25 invånare per kvadratkilometer. Närmaste större samhälle är Pātek, 16,2 km nordost om Derālavī. Trakten runt Derālavī är ofruktbar med lite eller ingen växtlighet.